# 九江泡站
九江泡站位于黑龙江省尚志市九江泡村。距哈尔滨站169公里，绥芬河站379公里。建于1901年，现为四等站。客运：办理旅客乘降；行李、包裹托运。货运：办理整车、零担货物发到。
1. ↑  Мелихов Г.В.  (PDF). Русский путь. 2003  [2022-06-24]. （原始内容存档 (PDF)于2022-04-03）.
2. ↑  黑龙江省地方志编纂委员会. . 黑龙江人民出版社. 1992. ISBN 7-207-02397-9 –黑龙江史志网.